# Silovajacha
La Silovajacha (in russo Силоваяха?) è un fiume della Russia europea settentrionale, scorre nel territorio della Repubblica dei Komi e nel Zapoljarnyj rajon del Circondario autonomo dei Nenec. È un tributario di sinistra della Kara.
Il fiume nasce nella parte nord della città di Vorkuta e sfocia nella Kara a 75 km dalla foce. Il corso del fiume è molto tortuoso e scorre prevalentemente in direzione nord-est. La maggior parte del corso del fiume segna confine tra la Repubblica dei Komi e il Circondario autonomo dei Nenec. La lunghezza del fiume è di 192 km, l'area del bacino è di 4 390 km².